# Gentlea
Gentlea é um gênero botânico pertencente à família Primulaceae.

## Espécies
- Gentlea molinae, Lundell
- Gentlea vatteri, (Standley & Steyerm.) Lundell

1. ↑  «Gentlea — World Flora Online». www.worldfloraonline.org. Consultado em 19 de agosto de 2020